# Jiří Janča
Jiří Janča (1924–2005) byl český léčitel a bylinkář. Byl jedním z prvních polistopadových průkopníků a propagátorů alternativní medicíny v Československu.

## Život
Jiří Janča se narodil v roce 1924. Žil v Ostravě. Publikoval především o reflexní terapii, dietologii a fytoterapii. Ve fytoterapii se zabýval obsahovými látkami jednotlivých bylin, stejně jako složením stravy. Známý byl také z televizních pořadů. Dagmar Misařová s ním natočila vzpomínkové DVD "Alternativní medicína", kde se zabývá možnostmi prevence a léčby přírodními prostředky kožních, oběhových, dýchacích a dalších onemocnění. Zemřel v roce 2005.

## Publikace
- Alternativní medicína
- Co nám chybí (kovy, jiné prvky a vitamíny v lidském těle)
- Herbář léčivých rostlin 1.–7. díl (spoluautor s J. A. Zentrichem)
- Reflexní terapie (tajemná řeč lidského těla)
- Reflexní terapie rukou
- Praktická homeopatie (cesta ke zdraví – rádce pro celou rodinu)
- Psychotronika pro každého (možnosti, užití, rozvoj schopností)
- Stopové prvky a kovy života v přírodě (skryté léčivé síly v našem okolí)
- Zdravé dítě a alternativní medicína
- Kalendárium alternativní medicíny
- Můj život s alternativní medicínou (autobiografická)
- Velký receptář alternativní medicíny